# Humaid bin Rashid Al Nuaimi II
Ne doit pas être confondu avec Humaid bin Rashid Al Nuaimi ou Humaid bin Rashid Al Nuaimi III.
Humaid bin Rashid Al Nuaimi II fut le souverain d'Ajman, l'un des États de la Trêve qui forment aujourd'hui les Émirats arabes unis (EAU), de 1891 à 1900.
Il fut signataire de l'« Accord exclusif » de 1892, qui engageait les souverains des États de la Trêve à ne conclure « aucun accord ni correspondance avec une puissance autre que le gouvernement britannique » et, sans le consentement des Britanniques, à ne pas « permettre la résidence sur leur territoire d’un représentant d’un autre gouvernement » ni à « céder, vendre, hypothéquer ou donner à l’occupation une partie de leur territoire, sauf au gouvernement britannique »,.
Cet accord fut signé à une époque où d'autres nations, notamment l'Allemagne, la Turquie et la France, manifestaient un intérêt commercial pour les États de la Trêve. Peu avant la signature de l'accord, un représentant du gouvernement perse tenta d'établir une revendication perse sur le territoire, ce qui aurait réduit l'influence britannique. L'accord de 1892 mit rapidement fin à cette tentative.
En septembre 1892, Humaid bin Rashid repoussa une attaque de Charjah, ancien rival et parfois allié d'Ajman, assisté par Oumm al Qaïwaïn. Rashid bin Maktoum envoya un bateau rempli d'hommes armés pour aider Humaid à faire face à l'attaque, mais en faisant cela, il viola la Trêve maritime de 1853 et dut payer une amende.
Humaid bin Rashid n'était pas populaire parmi ses pairs, ayant omis de verser des allocations provenant des revenus de l'État aux membres de sa famille. Le matin du 8 juillet 1900, il fut assassiné, et son oncle Abdulaziz bin Humaid prit le pouvoir.